# Android TV
Android TV inačica je Googleovog operacijskog sustava Android namijenjena pametnim televizorima i reproduktorima digitalnih medija. Android TV nasljeđuje Google TV, a njegovo grafičko sučelje prilagođeno je otkrivanju sadržaja i glasovnom pretraživanju. U operacijski sustav ugrađene su razne Googleove tehnologije, kao što su Assistant, Cast i Knowledge Graph. Platforma je predstavljena na konferenciji Google I/O u lipnju 2014. godine, a prvi puta je izdana u listopadu na uređaju Nexus Player.

## Mogućnosti
Android TV adaptacija je operacijskog sustava Android koja je namijenjena set-top boxevima i pametnim televizorima. Sadržaj na početnom zaslonu raspoređen je u horizontalne redove, kao što su područja namijenjena "otkrivanju" sadržaja i pregledu medijskih sadržaja dostupnih u instaliranim aplikacijama. Podržano je glasovno upravljanje i pretraživanje sadržaja na različitim servisima, a određeni uređaji podržavaju i Google Assistant. Svi Android TV uređaji podržavaju tehnologiju Google Cast koja omogućuje prijenost i prikaz sadržaja s nekog uređaja ili servisa na uređaju temeljenom na Android TV-u. Podržana je Googleova trgovina digitalnim sadržajem Google Play pomoću koje je moguće preuzeti aplikacije, filmove, glazbu i drugi digitalni sadržaj.